# ورك (إنجلترا)

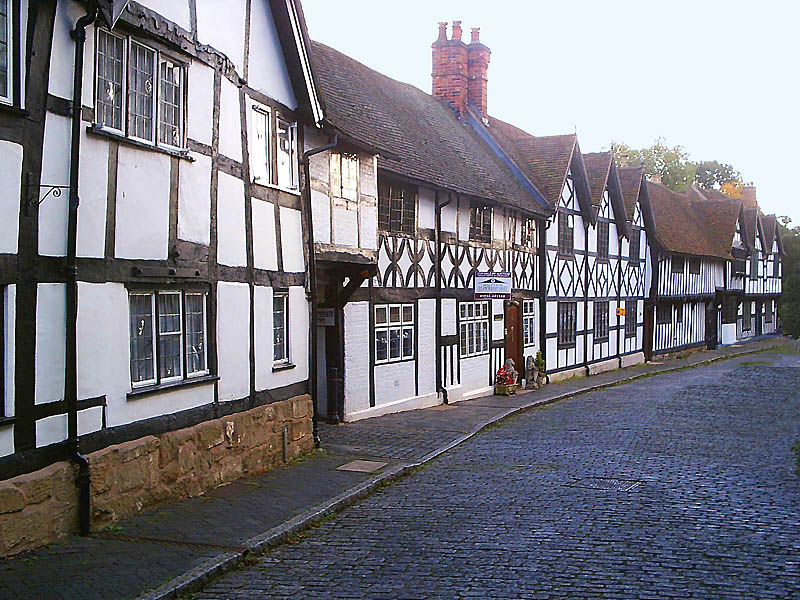
شارع في مدينة واريك

وَرك (بالإنجليزية: Warwick) (تُلفظ بفتح الواو وكسر الراء) أو واريك مدينة تاريخية تعد حاضرة مقاطعة وركشير في غرب الوسط (إنجلترا) وتشتهر باحتضانها قلعة ورك. عدد سكانها 25 ألفا (إحصاء 2001م)، وتقع على بعد 18 كم عن مدينة كوفنتري التي تحتضن جامعة ورك.

## المناخ
يظهر الجدول التالي التغييرات المناخية على مدار السنة لورك:
| البيانات المناخية لـورك           | البيانات المناخية لـورك | البيانات المناخية لـورك | البيانات المناخية لـورك | البيانات المناخية لـورك | البيانات المناخية لـورك | البيانات المناخية لـورك | البيانات المناخية لـورك | البيانات المناخية لـورك | البيانات المناخية لـورك | البيانات المناخية لـورك | البيانات المناخية لـورك | البيانات المناخية لـورك | البيانات المناخية لـورك |
| الشهر                             | يناير                   | فبراير                  | مارس                    | أبريل                   | مايو                    | يونيو                   | يوليو                   | أغسطس                   | سبتمبر                  | أكتوبر                  | نوفمبر                  | ديسمبر                  | المعدل السنوي           |
| --------------------------------- | ----------------------- | ----------------------- | ----------------------- | ----------------------- | ----------------------- | ----------------------- | ----------------------- | ----------------------- | ----------------------- | ----------------------- | ----------------------- | ----------------------- | ----------------------- |
| الدرجة القصوى °م (°ف)             | 14.5 (58.1)             | 17.8 (64.0)             | 21.7 (71.1)             | 26.3 (79.3)             | 28.1 (82.6)             | 32.8 (91.0)             | 35.4 (95.7)             | 36.1 (97.0)             | 28.9 (84.0)             | 23.9 (75.0)             | 18.8 (65.8)             | 15.6 (60.1)             | 36.1 (97.0)             |
| متوسط درجة الحرارة الكبرى °م (°ف) | 7.0 (44.6)              | 7.5 (45.5)              | 10.2 (50.4)             | 12.8 (55.0)             | 16.5 (61.7)             | 19.4 (66.9)             | 22.4 (72.3)             | 21.9 (71.4)             | 18.4 (65.1)             | 14.1 (57.4)             | 9.8 (49.6)              | 7.7 (45.9)              | 14.0 (57.2)             |
| متوسط درجة الحرارة الصغرى °م (°ف) | 0.9 (33.6)              | 0.8 (33.4)              | 2.4 (36.3)              | 3.6 (38.5)              | 6.2 (43.2)              | 9.1 (48.4)              | 11.3 (52.3)             | 11.2 (52.2)             | 9.3 (48.7)              | 6.5 (43.7)              | 3.2 (37.8)              | 1.7 (35.1)              | 5.5 (41.9)              |
| أدنى درجة حرارة °م (°ف)           | −17.8 (0.0)             | −14.5 (5.9)             | −10 (14)                | −6.6 (20.1)             | −2.8 (27.0)             | −1.7 (28.9)             | 2.2 (36.0)              | 1.7 (35.1)              | −2.2 (28.0)             | −5.7 (21.7)             | −8.5 (16.7)             | −17.4 (0.7)             | −17.8 (0.0)             |
| الهطول مم (إنش)                   | 53.84 (2.12)            | 39.86 (1.57)            | 45.27 (1.78)            | 44.86 (1.77)            | 49.3 (1.94)             | 53.57 (2.11)            | 44.75 (1.76)            | 56.32 (2.22)            | 57.58 (2.27)            | 54.97 (2.16)            | 50.18 (1.98)            | 57.77 (2.27)            | 608.46 (23.96)          |
| المصدر: KNMI                      |                         |                         |                         |                         |                         |                         |                         |                         |                         |                         |                         |                         |                         |

## توأمة
لورك (إنجلترا) اتفاقيات توأمة مع كل من:
- هافلبرغ
- سومور

## أعلام
- جون روز
- ويليام هاريسون
- جيم هولتون
- ديريك غاردنر
- جوردن كينغ
- دايفيد فولر
- باري برمان
- دون هندرسون
- جون غريني جونيور
- ألبرت إيفانز